# Camp Oriental de Guiza
El Camp Oriental de Guiza es la necròpoli que es troba a l'est de la Gran Piràmide. Aquest espai conté l'anomenat cementiri G 7000, que va ser lloc d'enterrament per a alguns membres de la família de Khufu. El cementiri també inclou mastabes d'inquilins i sacerdots de les piràmides datades a la V i VI dinasties.

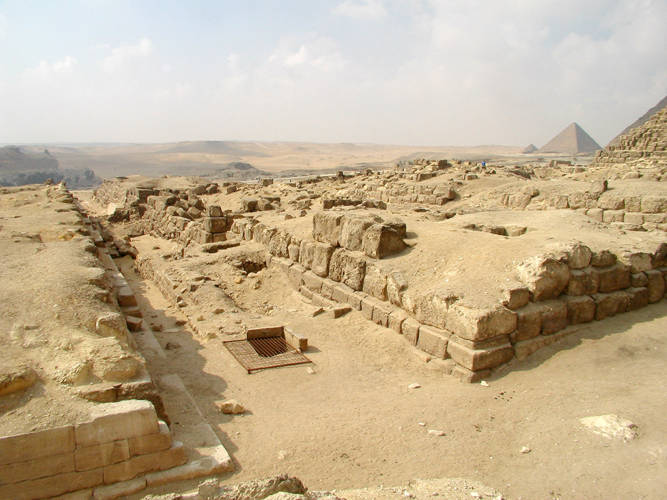
Mastabes del camp oriental de la necròpolis de Guiza.

El Camp Oriental conté tres piràmides de reines i una sèrie de mastabes anomenades Cementiri G 7000. Reisner va elaborar una línia temporal per a la construcció d'aquesta necròpoli. Les dues primeres piràmides de reines, la G 1a i la G 1b, es van començar probablement l'any 15-17 del rei Khufu. Normalment les piràmides de reines es construïen al sud de la piràmide del rei, però en aquest cas allí hi havia una pedrera i la construcció de les piràmides més petites es van haver de traslladar a l'est del complex piramidal principal.
La part més primerenca del cementiri estava formada per 12 mastabes que es van construir com a mastabes dobles. Les construccions es van distribuir en tres fileres de quatre tombes: 
- G 7110-7120 (Kawab i Hetepheres II) i G 7130-7140 (Khufukhaf I i la seva dona Nefertkau II)

- G 7210-7220 (Hordjedef i la seva dona de nom desconegut) i G 7230-7240

- G 7310-7320 (Baufra) i G 7330-7340

La construcció d'aquestes tombes s'ha datat cap a l'any 17-24 del regnat de Khufu. Aquest nucli es va completar per crear un nucli de vuit mastabes bessones mitjançant la construcció de:
- G 7410-7420 (Meresankh II i Horbaef) i G 7430-7440 (Minkhaf I)

La resta del Camp Oriental es va construir al voltant d'aquest grup de vuit mastabes bessones. D'aquestes, en destaca la gran mastaba G 7510 del fill del rei i djati Ankhhaf per la seva mida. La construcció d'altres mastabes del complex es pot datar a l'època del rei Khefren. La G 7530 + 7540, la tomba de Meresankh III, conté inscripcions que daten de l'any 13 d'aquest rei. La mastaba G 7050, pertanyent a Nefertkau I, també es va construir durant el regnat de Khefren. Altres afegits daten del final de la IV, V i VI dinasties i, fins i tot, de més tard.